# 254gy busz (Budapest)
A budapesti 254-es (gyors 254-es) jelzésű autóbusz a Népliget és az Alacskai úti lakótelep között közlekedett. A vonalat a Budapesti Közlekedési Zrt. üzemeltette.

## Története
2000. augusztus 28-án indult új járat a Népliget és az Alacskai úti lakótelep között Alacska-busz néven.
2007 áprilisában a járat jelzését 254-esre változtatták, valamint a Szentlőrinci út és Pestszentimre, központ elnevezésű megállóhelyeken is megállt.
A 2008-as paraméterkönyv bevezetésekor, augusztus 21-én a járat a 254E jelzést kapta és csak csúcsidőben közlekedik, csuklós helyett szóló buszokkal. Délután a Népliget felé, reggel pedig az Alacskai úti lakótelep felé a Tölgy utca megállót is érinti.

## Útvonala
| Alacskai úti lakótelep felé | Népliget felé |
| --- | --- |
| Népliget vá. – Népliget – Könyves Kálmán körút – Gyáli út – Nagykőrösi út – Nemes utca – Bükk utca – Alacskai úti lakótelep vá. | Alacskai úti lakótelep vá. – Bükk utca – Nemes utca – Nagykőrösi út – Gyáli út – Könyves Kálmán körút – Népliget vá. |

## Megállóhelyei
| 0  | Népliget végállomás               | 21 | 1, 1A 103 Helyközi buszok Távolsági járatok         |
| 8  | Szentlőrinci út                   | 13 | 19, 54, 55, 84, 89, 94, 94E                         |
| 16 | Pestszentimre, központ            | 6  | 35, 54, 55, 84, 89, 94, 94E, 135, 166 Pestszentimre |
| 17 | Ady Endre utca                    | 4  | 35, 84, 135                                         |
| 19 | Kisfaludy utca                    | 2  | 35, 84, 135, 184, 284E                              |
| 20 | Damjanich utca                    | 1  | 35, 135                                             |
| 21 | Alacskai úti lakótelep végállomás | 0  | 35, 135, 182, 282E                                  |